# Grahovo (gmina Rožaje)
Grahovo (cyr. Грахово) – wieś w Czarnogórze, w gminie Rožaje. W 2011 roku liczyła 293 mieszkańców.